# Franz Josef Ritter (Politiker, 1838)
Franz Josef Ritter (* 16. Juni 1838; † 8. August 1921) war ein liechtensteinischer Lehrer und Politiker.

## Biografie
Ritter war der Sohn von Martin Ritter und dessen Frau Maria Kreszenz (geborene Oehri). Er war Bürger der Gemeinde Mauren und war als Lehrer tätig. Von 1882 bis 1886 war er stellvertretender Abgeordneter für den Landtag des Fürstentums Liechtenstein.
Ritter war mit Aloisia Lingg verheiratet. Aus der Ehe gingen sechs Kinder hervor, unter anderem der spätere Regierungschef Martin Ritter.